# Заповіт (фільм, 1983)
«Заповіт» (англ. Testament) — американський фільм 1983 року.

## Сюжет
Сім'я Везерлі проживає в маленькому провінційному містечку в Каліфорнії. Але одного разу по телевізору в новинах оголошують, що почалася ядерна війна. Всі, хто виживає після ударної вибухової сили, потім починають гинути від наслідків радіаційного зараження. Тепер мати сімейства Керол, з усіх сил змушена піклуватися про своїх дітей.

## У ролях
| Актор             | Роль             |
| ----------------- | ---------------- |
| Джейн Александер  | Керол Везерлі    |
| Вільям Дівейн     | Том Везерлі      |
| Россі Гарріс      | Бред Везерлі     |
| Роксана Зал       | Мері Ліз Везерлі |
| Лукас Гаас        | Скотті Везерлі   |
| Філіп Енглім      | Голліс           |
| Лілія Скала       | Фаніа            |
| Леон Еймс         | Генрі Абарт      |
| Лурін Таттл       | Розмарі Абарт    |
| Ребекка де Морней | Кеті Піткін      |
| Кевін Костнер     | Філ Піткін       |
| Мако              | Майк             |